# Фолькнери

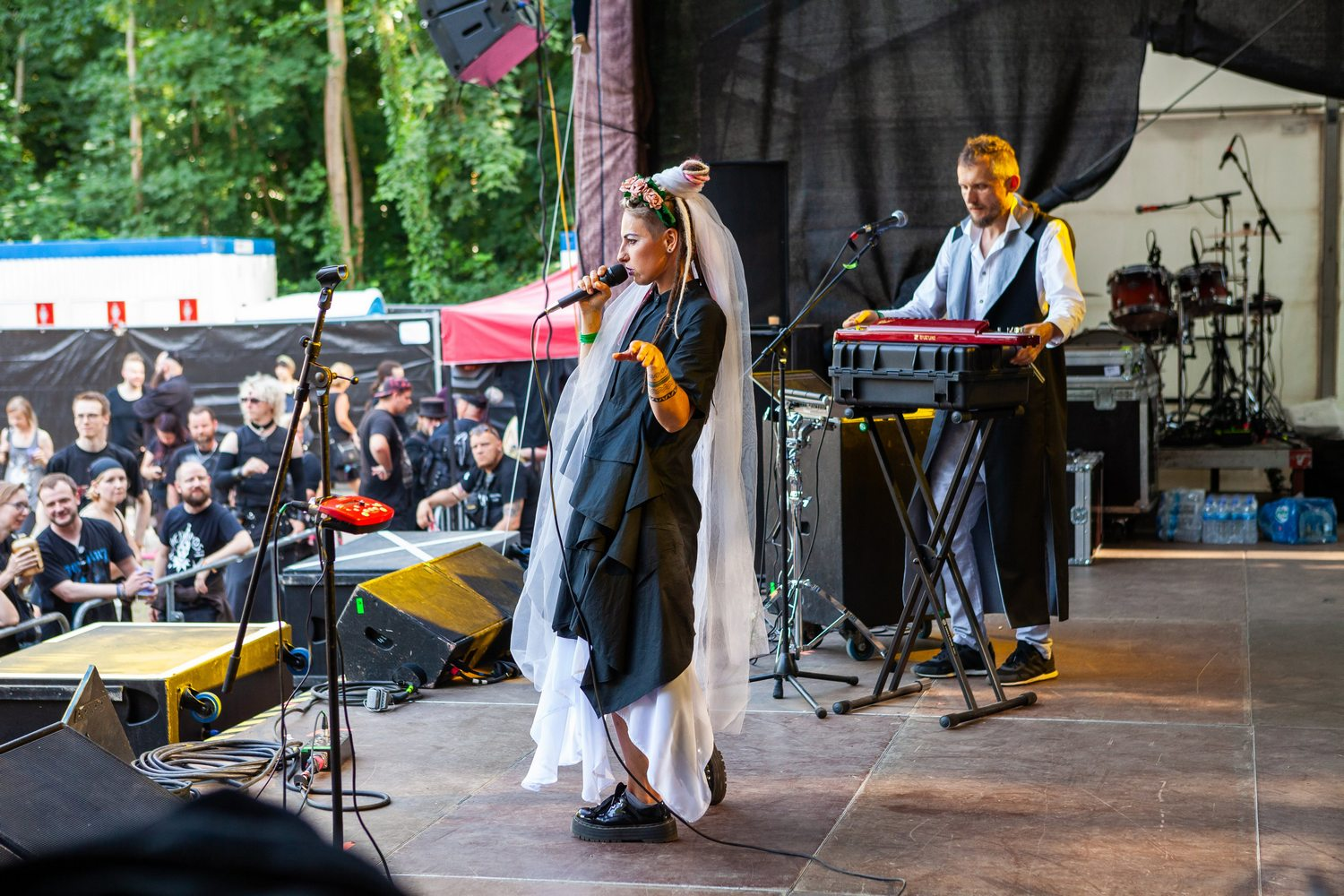
Фолькнери на фестивалі Wave-Gotik-Treffen, Лейпциг, 2019 р.

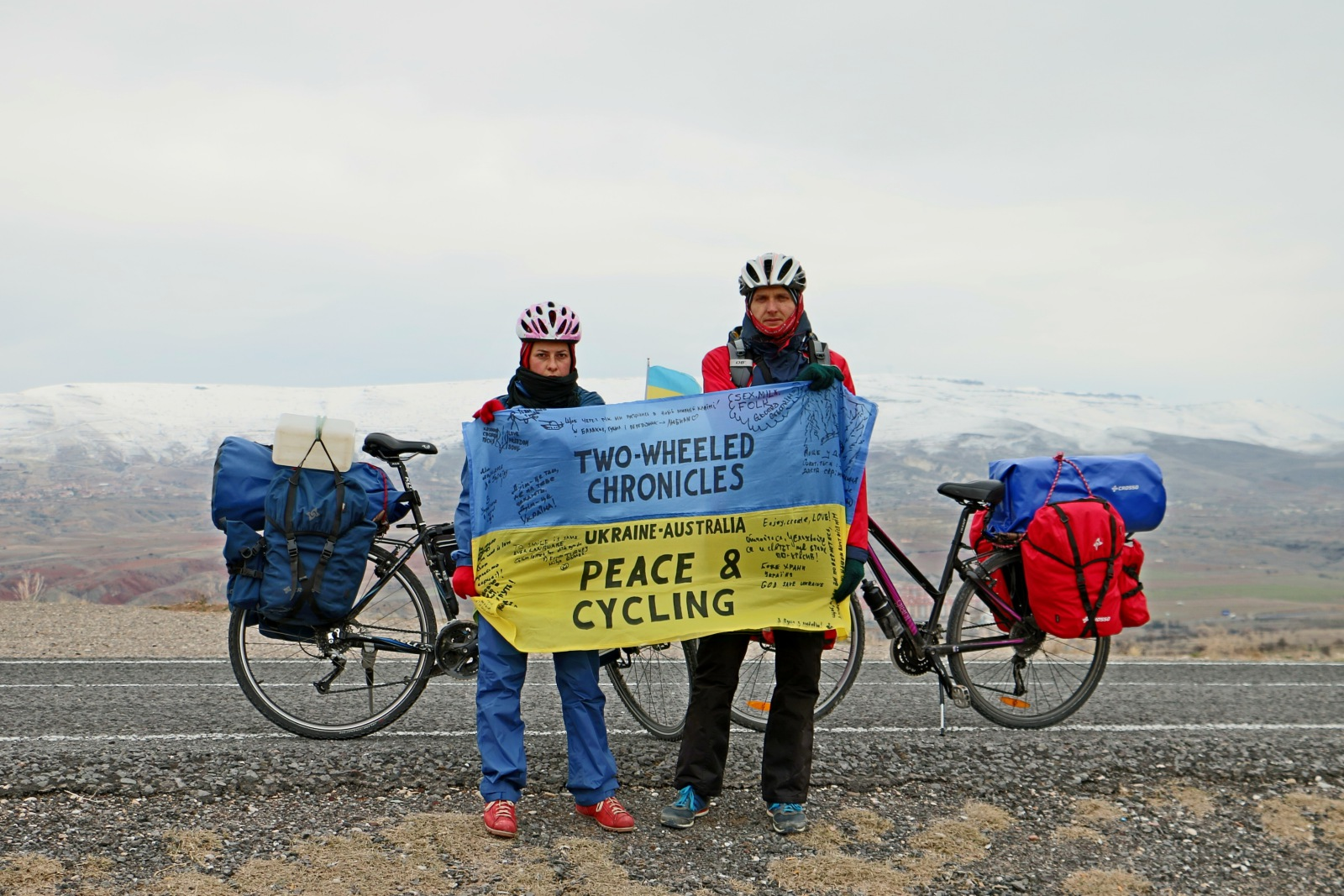
Володимир Муляр та Ярина Квітка під час навколосвітньої велоекспедиції у проекті «Двоколісні хроніки», 2014 р.

Фо́лькнери — український музичний гурт, що працював у жанрах етно та дарк-фолк. Відомий також своєю мандрівницькою та етнографічною діяльністю. Заснований подружжям митців і мандрівників, Володимиром Мулярем та Яриною Квіткою. З липня 2023 року гурт офіційно припинив свою роботу.

## Історія гурту
Після знайомства у 2008 році Володимир Муляр (родом з Хмельницького) та Ярина Квітка (родом зі Стрия Львівської обл.) розділили інтерес до веломандрівок та народної музики. Під час спільної велоподорожі до Абхазії 2009 року пара вперше публічно виступала на вулицях кількох міст.
У січні 2010 року до музикантів приєдналася вокалістка Юлія Совершенна, учасниця гурту «Рожаниця». На цей час сформувався і музичний стиль гурту — мікс українського автентичного співу з фрі-фолковим аранжуванням із залученням елементів різноманітних напрямів світової народної та популярної музики, а також неординарних музичних інструментів: колісної ліри, африканського джембе та ін. Цим складом музиканти записали пісню «Випливало утєня», на яку зняли перший кліп (режисер Оксана Казьміна, оператор Максим Гуцу). Дана відеоробота презентувалася на фестивалі «Трипільське коло» 2010 р.
Активну концертну діяльність Фолькнери почали у 2011 році зі збільшеним складом: приєдналися баяніст Остап Данилів та перкусіоніст Роман Шаркевич. З того часу гурт виступав на відомих фестивалях в Україні та за кордоном: «Арт-Поле», «Країна Мрій», «Трипільське коло», «Terra Heroica», «Рожаниця», «Трипільські зорі», «Рок-Коляда», «Млиноманія», «Черемош-фест»; «Mikołajki Folkowe», «Sabałowe Bajania», «Letnija Akademija Filmowa w Zwierzyńcu», «Muzyczne Dialogi nad Bugiem», «Jarmark Jagelonski» (Польща); «Mėnuo Juodaragis» (Литва); «Камяница» (Білорусь).
Фолькнери стали найкращим етно-колективом року на міжнародному фестивалі-конкурсі «Mikołajki Folkowe» в Любліні (Польща, 2011 р.). Крім 1-го місця гурт також отримав «Приз глядацьких симпатій».
2012 року Остапа Даниліва в колективі замінила Ірина Вірясова, також гурт залишив Роман Шаркевич, а приєднався гітарист Дмитро Сорокін.
На початку 2013 року гурт презентував новий кліп на пісню «Розова-бєрьозова (На куль стала)» (режисер Марина Гришай, оператор Максим Заїка), який став переможцем кінофестивалю «Видение» (Кемерово, Росія, 2013 р.)
На фестивалі «Червона рута — 2013» Фолькнери здобули I премію у жанрі «акустична музика».
Під час Днів України у Великій Британії (2013 р.) колектив представляв Україну музичну, виступивши у серці Лондона на одній сцені з гуртами Воплі Відоплясова, Kozak System та Тарасом Чубаєм.
На початку 2014 року Ірину Вірясову в колективі замінив Святослав Силенко (бандура, сопілка, клавішні).
Від 2015 року Фолькнери стали дуетом Володимира Муляра і Ярини Квітки. З цього часу їхнє звучання стало більш експериментальним з помітним тяжінням до електронних жанрів, водночас зберігаючи етно-напрямок як основу.
У 2019 році Фолькнери виступили на найбільшому у світі готичному фестивалі Wave-Gotik-Treffen у Лецпцизі, Німеччина. А у 2022-му - на крупному фестивалі WOMAD у Великій Британії (для цього виступу до гурту доєдналася Юлія Совершенна).
В середині 2023 року учасники гурту оголосили про припинення його діяльності для зосередження на власних проєктах кожного.

## Походження назви гурту
Назва «Фолькнери» походить водночас від прізвища американського письменника Вільяма Фолкнера та терміну «фольклор». За словами Володимира Муляра, під час велоподорожі до Абхазії, в період пошуку назви для гурту, до нього уві сні з'явився сер Вільям Фолкнер, запропонувавши використати для назви його прізвище, яке виявилося співзвучним з терміном «фольклор» — предметом діяльності гурту.

## Проєкт «Двоколісні хроніки»
У 2010 році Володимир Муляр та Ярина Квітка започаткували культурний проєкт «Двоколісні хроніки», мета якого — поширення української культури, пошук рідкісного пісенного фольклору, а також популяризація екологічного, зокрема велосипедного, туризму. Щороку в рамках проєкту музиканти здійснювали велику етнографічну експедицію сільськими місцевостями різних країн, пересуваючись виключно на велосипедах, відшукували співочих людей щоб записати і згодом оприлюднити маловідомий фольклор. Деякі з багатьох сотень знайдених пісень Фолькнери включали до свого репертуару, зазвичай вільно їх інтерпретуючи.
Загалом Фолькнери проїхали на велосипедах понад 60 000 км різними країнами та зняли про подорожі безліч відео для свого влогу і кілька фільмів, які неодноразово перемагали на кінофестивалях в Україні («Золоте Курча», «Кіноранок») та за кордоном.
Найдовша велоподорож Володимира та Ярини була з України до Австралії у 2014-2016 рр. Стартувавши у Києві, пара подолала 17000 км через 13 країн та вдало фінішувала у Сіднеї, де незабаром народила сина. Марко Муляр з'явився на світ дуже передчасно і це стало відомою історією справжнього випробування у зв'язку з фінансовими труднощами, з якими зіткнулась молода сім'я поки малюк перебував у сіднейському шпиталі (цикл сюжетів про це створив телеканал СТБ). На початку 2017 р. сім'я вже утрьох продовжила веломандри, повернувшись до Азії. Маркові на той час було 10 місяців і він їхав у спеціальному дитячому причепі. Відео з подорожі транслюють українські телеканали.

## Дискографія
- «Корисні речі» (2013)
- «Сон» (2018)
- «Двоколісні хроніки» (саундтрек відео-проєкту «Двоколісні хроніки», частина 1) (2018)
- «Двоколісні хроніки» (саундтрек відео-проєкту «Двоколісні хроніки», частина 2) (2020)
- «Hungry Shadows» (саундтрек однойменної відеогри) (2020)

## Відеографія
- «Випливало утєня» (2010)
- «Розова-бєрьозова (На куль стала)» (2013)
- «Карчата» (2014)
- «Колядка на Же» (2015, Фолькнери та Рогам Азарпіра)
- «Галинка» (2015, Фолькнери та Ян Тичковський)
- «Доріжечка» (2016, Фолькнери та Олексій Вагін)
- «Сальвія» (2018)
- «Іванко» (2020)